# Burnout Crash!
Burnout Crash! è un videogioco sviluppato da Criterion Games, disponibile su PlayStation 3 e Xbox 360 dal 20 settembre 2011.
A differenza di come si potrebbe pensare, Burnout Crash! non è un vero e proprio gioco stile Burnout, ma un minigioco che consiste nel far più schianti possibili in un incrocio stradale.
La prima canzone che parte nel menù iniziale del gioco è Crash dei The Primitives.

## Accoglienza
La rivista Play Generation diede alla versione per PlayStation 3 un punteggio di 75/100, trovandolo semplice e divertente, in puro stile Criterion, tuttavia se avesse avuto una robusta iniezione di varietà sarebbe stato un acquisto obbligato.